# Mistrovství světa v biatlonu 2023 – vytrvalostní závod žen
Vytrvalostní závod žen na Mistrovství světa v biatlonu 2023 se konal ve středu 15. února v oberhofském biatlonovém stadionu Lotto Thüringen Arena am Rennsteig jako třetí individuální ženský závod šampionátu. Start závodu proběhl v 14:30 hodin středoevropského času.
Obhájkyní prvenství byla Češka Markéta Davidová, která dojela desátá. Úřadující olympijskou vítězkou z této disciplíny byla Němka Denise Herrmannová-Wicková, ta skončila na 15. pozici.
Vítězkou se stala Švédka Hanna Öbergová, která navázala na čtyři roky starý triumf ze stejné disciplíny. Druhé místo obsadila další Švédka Linn Perssonová, bronzovou medaili vybojovala Italka Lisa Vittozziová.

## Průběh závodu
Závodilo se za teplého počasí (některé závodnice zvolily dres s krátkými rukávy) a za sílícího větru. Po prvních dvou střelbách se držela průběžně v čele Italka Lisa Vittozziová v červeném dresu pro nejlepší závodnice individuálních závodů probíhající sezóny, která jako jediná z favoritek neudělala na střelnici žádnou chybu. I po třetí bezchybné střelbě zůstávala na prvním místě, ale o necelou vteřinu za ní jela také čistě střílející Švédka Linn Perssonová. Když Vittozziová nezasáhla při poslední střelbě jeden terč, dostala se do čela se Perssonová. Za ní se po odjezdu do posledního kola zařadila její krajanka Hanna Öbergová, která chybovala už při první střelbě, ale pak střílela bezchybně a rychlým během se propracovávala dopředu. Na začátku kola měla Öbergová ztrátu skoro čtvrt minuty, ale už v polovině kola získala čtyřvteřinový náskok a do cíle dojela první o deseti vteřin před Personovou. Vittozziovou po poslední střelbě předstihla její krajanka Samuela Comolová, která však taky v posledním kole ztrácela a skončila čtvrtá. Přesto bylo její umístěním překvapením, stejně jako šesté místo Estonky Tuuli Tomingasové.

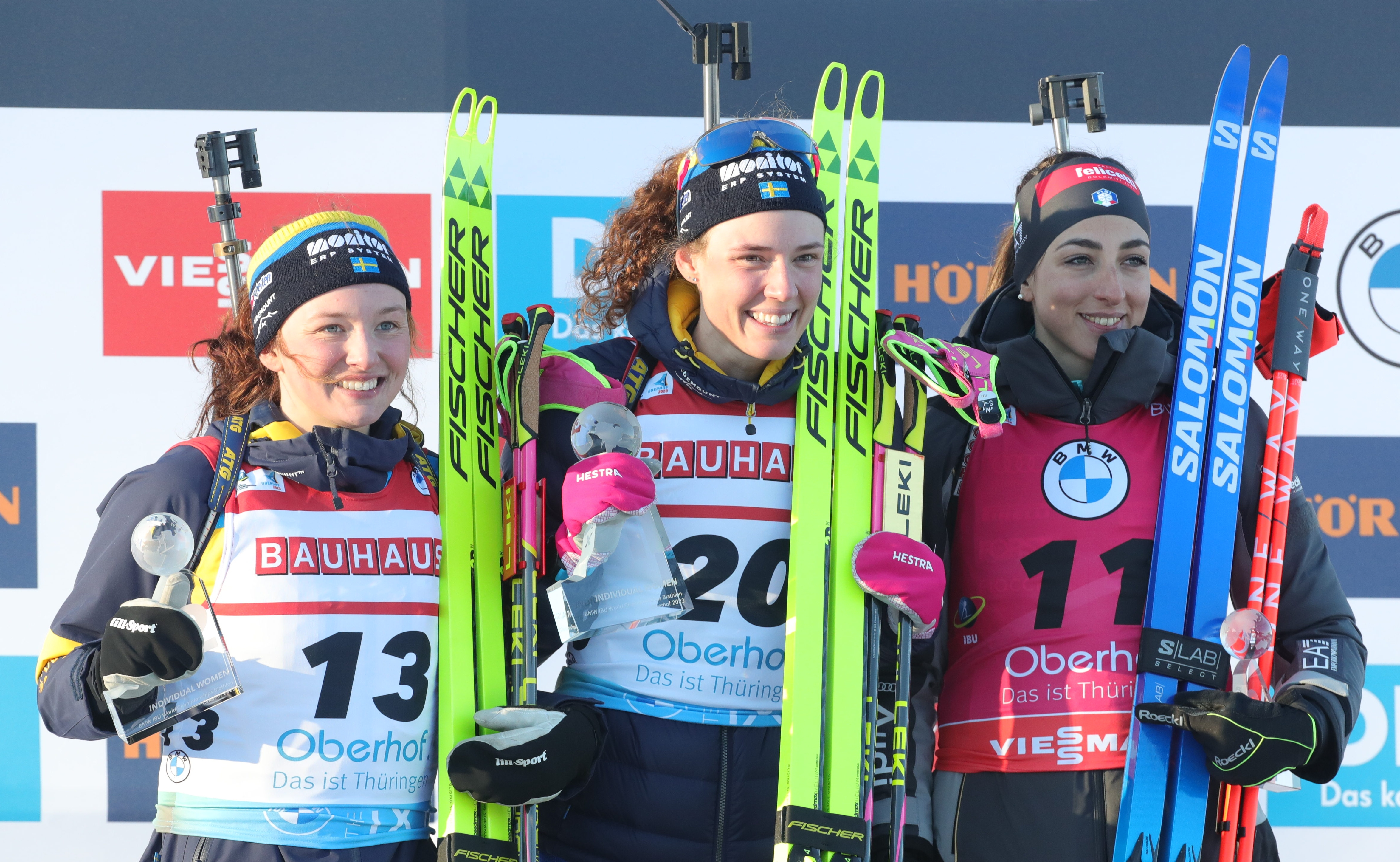
Stupně vítězů – Personová, Öbergová a Vittozziová

Švédka Hanna Öbergová se tak stala podruhé v kariéře mistryní světa a i podruhé se tak stalo ve vytrvalostním závodu, když předtím vyhrála v domácím Östersundu v roce 2019. Zároveň se stala pátou ženou, která dokázala v nejdelším ženském závodě vyhrát více než jednou, když pouze Němka Petra Schaafová měla těchto vítězství více. Ve své sbírce kromě dvou titulů mistryně světa měla i zlatou medaili z této disciplíny. Na oberhofském mistrovství získala po sprintu druhou individuální medaili, stejně jako další Švédka Linn Perssonová na druhém místě, která byla jednou ze tří závodnic bez střelecké chyby. Bronzovou medaili vybojovala Italka Lisa Vittozziová, který rovněž získala druhý cenný kov z nekolektivních závodů v kariéře, když předtím byla druhá taktéž ve vytrvalostním závodě 2019 v Östersundu.
Český tým mohl nasadit do závodu až pět závodnic, když podle startovních kritérií měla osobní právo startu obhájkyně titulu Markéta Davidová. Ta z českých biatlonistek dojela nejlépe. Při prvních třech střelbách udělala po jedné chybě, ale poslední zastřílela čistě a skončila desátá, tři minuty za vítězkou, přesto výsledek závodu hodnotila spíše kriticky. Z dalších reprezentantek byla nejlepší Tereza Vinklárková, která jela až v závěru startovního pole. S dvěma chybami dojela na 34. pozici. O málo pomaleji běžela stejně střílející Eliška Václavíková, která skončila na 37. místě. Lucie Charvátová se s pěti nezasaženými terči umístila dvě pozice za ní. Oproti předcházejícím závodům se nedařilo Tereze Voborníkové, která udělala také pět střeleckých chyb a dojela na 45. místě.

## Výsledky
| Pořadí | č. | závodnice                     | stát        | střelba (L+S+L+S) | čas            | ztráta         |
| --- | -- | ----------------------------- | ----------- | ----------------- | -------------- | -------------- |
| Zlatá medaile | 20 | Hanna Öbergová                | Švédsko     | 1 (1+0+0+0)       | 43:36,1        | —              |
| Stříbrná medaile | 13 | Linn Perssonová               | Švédsko     | 0 (0+0+0+0)       | 43:46,4        | +10,3          |
| Bronzová medaile | 11 | Lisa Vittozziová (r)          | Itálie      | 1 (0+0+0+1)       | 44:04,1        | +28,0          |
| 4. | 18 | Samuela Comolová              | Itálie      | 0 (0+0+0+0)       | 44:24,6        | +48,5          |
| 5. | 6  | Julia Simonová (y)            | Francie     | 3 (1+0+1+1)       | 44:57,8        | +1:21,7        |
| 6. | 26 | Tuuli Tomingasová             | Estonsko    | 2 (0+1+1+0)       | 45:59,4        | +2:23,3        |
| 7. | 15 | Lou Jeanmonnotová             | Francie     | 2 (1+0+0+1)       | 46:10,0        | +2:33,9        |
| 8. | 43 | Suvi Minkkinenová             | Finsko      | 0 (0+0+0+0)       | 46:20,0        | +2:43,9        |
| 9. | 19 | Lena Häckiová-Großová         | Švýcarsko   | 3 (1+2+0+0)       | 46:20,5        | +2:44,4        |
| 10. | 2  | Markéta Davidová (g)          | Česko       | 3 (1+1+1+0)       | 46:37,4        | +3:01,3        |
| 11. | 9  | Ingrid Landmark Tandrevoldová | Norsko      | 4 (1+3+0+0)       | 46:47,0        | +3:10,9        |
| 12. | 17 | Anaïs Chevalierová-Bouchetová | Francie     | 4 (1+1+1+1)       | 46:50,6        | +3:14,5        |
| 13. | 16 | Sophia Schneiderová           | Německo     | 4 (1+1+1+1)       | 46:53,7        | +3:17,6        |
| 14. | 51 | Dunja Zdoucová                | Rakousko    | 1 (0+0+1+0)       | 46:55,3        | +3:19,2        |
| 15. | 31 | Denise Herrmannová-Wicková    | Německo     | 4 (0+2+0+2)       | 47:01,2        | +3:25,1        |
| 15. | 4  | Dorothea Wiererová            | Itálie      | 4 (1+0+0+3)       | 47:01,2        | +3:25,1        |
| 17. | 82 | Ida Lienová                   | Norsko      | 3 (1+1+0+1)       | 47:03,6        | +3:27,5        |
| 18. | 25 | Paulína Bátovská Fialková     | Slovensko   | 3 (1+0+1+1)       | 47:05,9        | +3:29,8        |
| 19. | 23 | Vanessa Voigtová              | Německo     | 2 (1+0+1+0)       | 47:06,0        | +3:29,9        |
| 20. | 24 | Deedra Irwinová               | USA         | 1 (0+1+0+0)       | 47:10,6        | +3:34,5        |
| 21. | 36 | Karoline Offigstad Knottenová | Norsko      | 2 (1+1+0+0)       | 47:21,7        | +3:45,6        |
| 22. | 39 | Hannah Auchentallerová        | Itálie      | 2 (0+1+0+1)       | 47:27,2        | +3:51,1        |
| 23. | 21 | Fujuko Tačizakiová            | Japonsko    | 2 (0+1+0+1)       | 47:29,6        | +3:53,5        |
| 24. | 8  | Anna Gandlerová               | Rakousko    | 3 (1+1+1+0)       | 47:30,8        | +3:54,7        |
| 25. | 27 | Emma Lunderová                | Kanada      | 3 (1+1+0+1)       | 47:31,2        | +3:55,1        |
| 26. | 70 | Caroline Colomboová           | Francie     | 3 (1+1+0+1)       | 47:39,5        | +4:03,4        |
| 27. | 54 | Aita Gasparinová              | Švýcarsko   | 2 (2+0+0+0)       | 47:40,0        | +4:03,9        |
| 28. | 73 | Rebecca Passlerová            | Itálie      | 2 (0+2+0+0)       | 47:44,5        | +4:08,4        |
| 29. | 41 | Mona Brorssonová              | Švédsko     | 3 (0+2+0+1)       | 48:27,6        | +4:51,5        |
| 30. | 62 | Hanna Kebingerová             | Německo     | 4 (0+1+0+3)       | 48:34,2        | +4:58,1        |
| 31. | 77 | Anna Mąková                   | Polsko      | 2 (0+0+1+1)       | 48:34,5        | +4:58,4        |
| 32. | 35 | Lisa Theresa Hauserová        | Rakousko    | 4 (1+3+0+0)       | 48:39,2        | +5:03,1        |
| 33. | 49 | Chloé Chevalierová            | Francie     | 5 (0+1+2+2)       | 48:45,4        | +5:09,3        |
| 34. | 90 | Tereza Vinklárková            | Česko       | 2 (1+0+0+1)       | 48:47,8        | +5:11,7        |
| 35. | 28 | Anna Magnussonová             | Švédsko     | 3 (2+1+0+0)       | 48:57,9        | +5:21,8        |
| 36. | 32 | Milena Todorovová             | Bulharsko   | 5 (1+1+0+3)       | 49:05,4        | +5:29,3        |
| 37. | 80 | Eliška Václavíková            | Česko       | 2 (1+1+0+0)       | 49:15,3        | +5:39,2        |
| 38. | 94 | Amy Basergová                 | Švýcarsko   | 3 (0+2+1+0)       | 49:18,4        | +5:42,3        |
| 39. | 46 | Lucie Charvátová              | Česko       | 5 (1+2+1+1)       | 49:18,6        | +5:42,5        |
| 40. | 30 | Julija Džymová                | Ukrajina    | 5 (0+3+1+1)       | 49:21,6        | +5:45,5        |
| 41. | 12 | Alina Stremousová             | Moldavsko   | 3 (1+1+1+0)       | 49:31,5        | +5:55,4        |
| 42. | 68 | Janina Hettichová-Walzová     | Německo     | 5 (0+1+1+3)       | 49:33,7        | +5:57,6        |
| 43. | 92 | Tamara Steinerová             | Rakousko    | 2 (0+1+0+1)       | 49:44,4        | +6:08,3        |
| 44. | 14 | Baiba Bendiková               | Lotyšsko    | 6 (1+2+2+1)       | 49:53,1        | +6:17,0        |
| 45. | 22 | Tereza Voborníková            | Česko       | 5 (1+1+3+0)       | 50:00,4        | +6:24,3        |
| 46. | 1  | Polona Klemenčičová           | Slovinsko   | 6 (1+2+1+2)       | 50:08,1        | +6:32,0        |
| 47. | 71 | Gabrielė Leščinskaitė         | Litva       | 2 (0+1+0+1)       | 50:08,3        | +6:32,2        |
| 48. | 29 | Jekatěrina Avvakumovová       | Jižní Korea | 5 (0+1+4+0)       | 50:13,1        | +6:37,0        |
| 49. | 57 | Mária Remeňová                | Slovensko   | 2 (0+1+0+1)       | 50:19,7        | +6:43,6        |
| 50. | 34 | Kamila Żuková                 | Polsko      | 5 (3+0+2+0)       | 50:32,4        | +6:56,3        |
| 51. | 5  | Anastasia Tolmachevová        | Rumunsko    | 4 (0+0+2+2)       | 50:34,1        | +6:58,0        |
| 52. | 61 | Lena Repincová                | Slovinsko   | 5 (2+1+1+1)       | 50:39,3        | +7:03,2        |
| 53. | 66 | Elisa Gasparinová             | Švýcarsko   | 6 (1+4+0+1)       | 50:50,7        | +7:14,6        |
| 54. | 87 | Erika Janková                 | Finsko      | 3 (0+1+0+2)       | 50:53,3        | +7:17,2        |
| 55. | 45 | Ragnhild Femsteineviková      | Norsko      | 7 (3+1+1+2)       | 51:02,1        | +7:26,0        |
| 56. | 93 | Natalia Sidorowiczová         | Polsko      | 3 (2+1+0+0)       | 51:04,7        | +7:28,6        |
| 57. | 75 | Anna Juppeová                 | Rakousko    | 5 (0+3+1+1)       | 51:06,2        | +7:30,1        |
| 58. | 37 | Nadia Moserová                | Kanada      | 5 (0+2+2+1)       | 51:37,0        | +8:00,9        |
| 59. | 47 | Susan Külmová                 | Estonsko    | 6 (1+2+2+1)       | 51:52,0        | +8:15,9        |
| 60. | 64 | Nastassia Kinnunenová         | Finsko      | 6 (0+1+0+5)       | 52:09,6        | +8:33,5        |
| 61. | 56 | Joanne Reidová                | USA         | 6 (0+3+2+1)       | 52:13,4        | +8:37,3        |
| 62. | 33 | Mari Ederová                  | Finsko      | 8 (2+2+2+2)       | 52:21,6        | +8:45,5        |
| 63. | 38 | Čchu Jüan-meng                | Čína        | 3 (2+0+0+1)       | 52:28,3        | +8:52,2        |
| 64. | 48 | Ko Un-čongová                 | Jižní Korea | 3 (0+1+1+1)       | 52:28,7        | +8:52,6        |
| 65. | 3  | Ivona Fialková                | Slovensko   | 7 (1+4+1+1))      | 52:48,1        | +9:12,0        |
| 66. | 44 | Anastasija Kondratěvová       | Kazachstán  | 2 (0+0+2+0)       | 52:48,3        | +9:12,2        |
| 67. | 85 | Kelsey Joan Dickinsonová      | USA         | 2 (1+1+0+0)       | 52:58,0        | +9:21,9        |
| 68. | 81 | Chloe Levinsová               | USA         | 4 (1+2+1+0)       | 53:08,9        | +9:32,8        |
| 69. | 69 | Benita Peifferová             | Kanada      | 4 (1+2+1+0)       | 53:12,6        | +9:36,5        |
| 70. | 10 | Lotte Lieová                  | Belgie      | 5 (0+3+0+2)       | 53:42,0        | +10:05,9       |
| 71. | 58 | Joanna Jakiełová              | Polsko      | 7 (0+4+2+1)       | 53:42,4        | +10:06,3       |
| 72. | 59 | Daniela Kadevaová             | Bulharsko   | 3 (1+0+1+1)       | 53:48,5        | +10:12,4       |
| 73. | 83 | Regina Ermitsová              | Estonsko    | 7 (1+0+2+4)       | 53:49,1        | +10:13,0       |
| 74. | 53 | Darcie Mortonová              | Austrálie   | 4 (0+0+2+2)       | 53:54,8        | +10:18,7       |
| 75. | 78 | Zuzana Remeňová               | Slovensko   | 6 (2+1+2+1)       | 54:08,4        | +10:32,3       |
| 76. | 65 | Lhudmila Achatovová           | Kazachstán  | 5 (2+0+1+2)       | 54:25,9        | +10:49,8       |
| 77. | 91 | Johanna Talihärmová           | Estonsko    | 8 (3+2+1+2)       | 54:28,1        | +10:52,0       |
| 78. | 40 | Asuka Hačisuková              | Japonsko    | 5 (2+1+0+2)       | 54:40,6        | +11:04,5       |
| 79 . | 88 | Juni Arnekleivová             | Norsko      | 8 (2+2+2+2)       | 54:48,3        | +11:12,2       |
| 80. | 52 | Natalija Kočerginová          | Litva       | 6 (0+2+2+2)       | 55:13,6        | +11:37,5       |
| 81. | 72 | Hikaru Fukudová               | Japonsko    | 4 (0+2+0+2)       | 55:51,7        | +12:15,6       |
| 82. | 50 | Ljubov Kypjačenkovová         | Ukrajina    | 8 (0+3+1+4)       | 56:04,4        | +12:28,3       |
| 83. | 76 | Živa Klemenčičová             | Slovinsko   | 8 (0+5+0+3)       | 56:19,5        | +12:43,4       |
| 84 | 74 | Wen Jing                      | Čína        | 5 (1+2+0+2)       | 56:34,2        | +12:58,1       |
| 85. | 79 | Anna Kryvonosová              | Ukrajina    | 6 (0+4+1+1)       | 56:53,4        | +13:17,3       |
| 86. | 55 | Anika Kožicová                | Chorvatsko  | 9 (1+2+3+3)       | 56:54,2        | +13:18,1       |
| 87. | 89 | Anna Weidelová                | Německo     | 8 (2+0+4+2)       | 57:49,3        | +14:13,2       |
| 88. | 7  | Ukaleq Astri Slettemarková    | Grónsko     | 8 (2+3+1+2)       | 57:55,4        | +14:19,3       |
| 89. | 84 | Elena Chirkovová              | Rumunsko    | 10 (4+2+3+1)      | 58:25,9        | +14:49,8       |
| 90. | 67 | Maria Zdravkovová             | Bulharsko   | 12 (2+3+3+4)      | 1:04:11,3      | +20:35,2       |
| 99 | 42 | Natalia Ushkinavá             | Rumunsko    | neodstartovala    | neodstartovala | neodstartovala |
| 99 | 60 | Elvira Öbergová (b)           | Švédsko     | neodstartovala    | neodstartovala | neodstartovala |
| 99 | 63 | Alla Ghilenková               | Moldavsko   | neodstartovala    | neodstartovala | neodstartovala |
| 99 | 86 | Anastasija Merkušinová        | Ukrajina    | neodstartovala    | neodstartovala | neodstartovala |
| Zdroj: (y) – vedoucí závodnice světového poháru, (r) – vedoucí závodnice disciplíny, (b) – nejlepší závodnice do 25 let, (g) – obhájkyně vítězství |    |                               |             |                   |                |                |

## Další fotografie

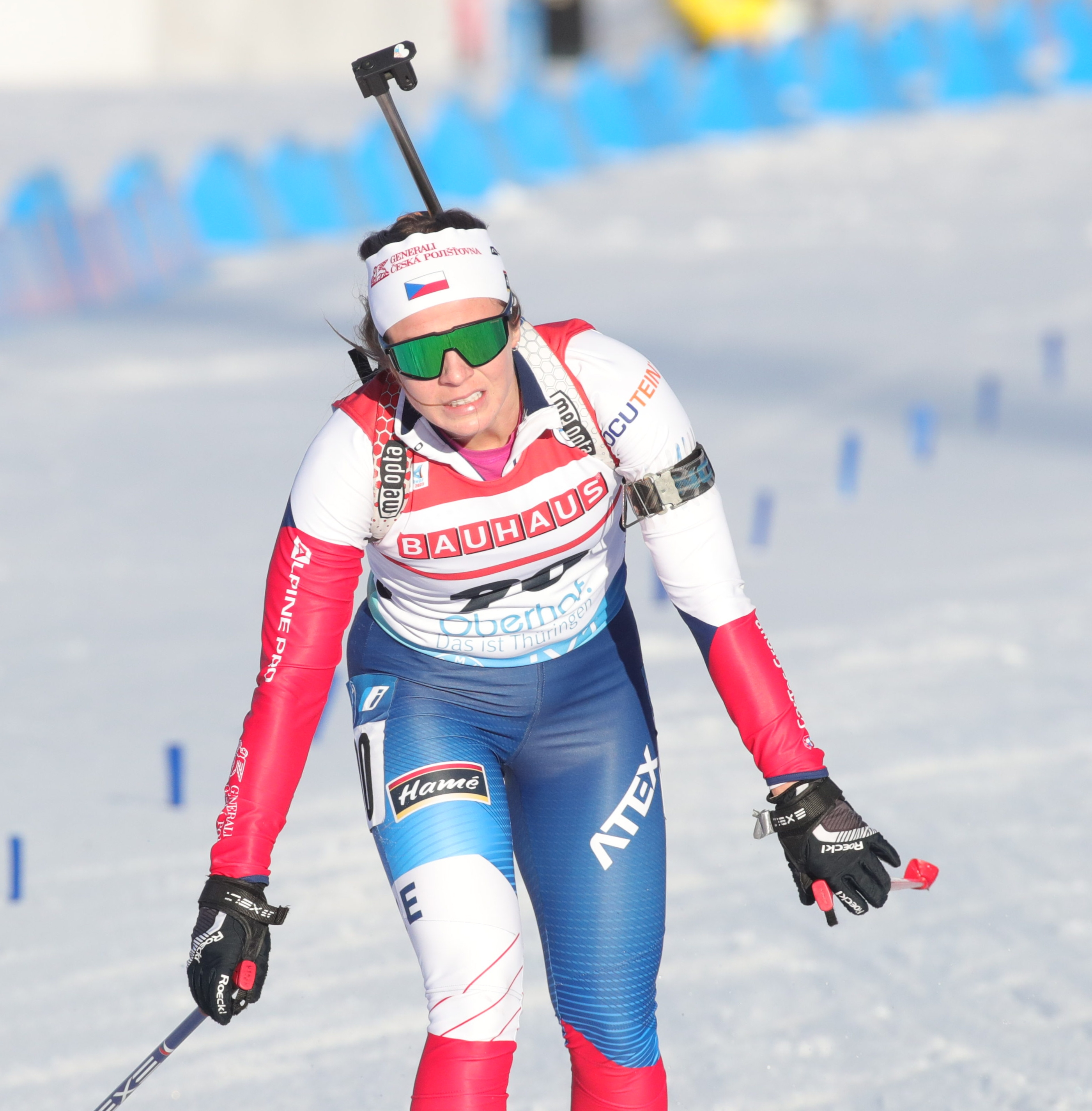
Tereza Vinklárková v cíli
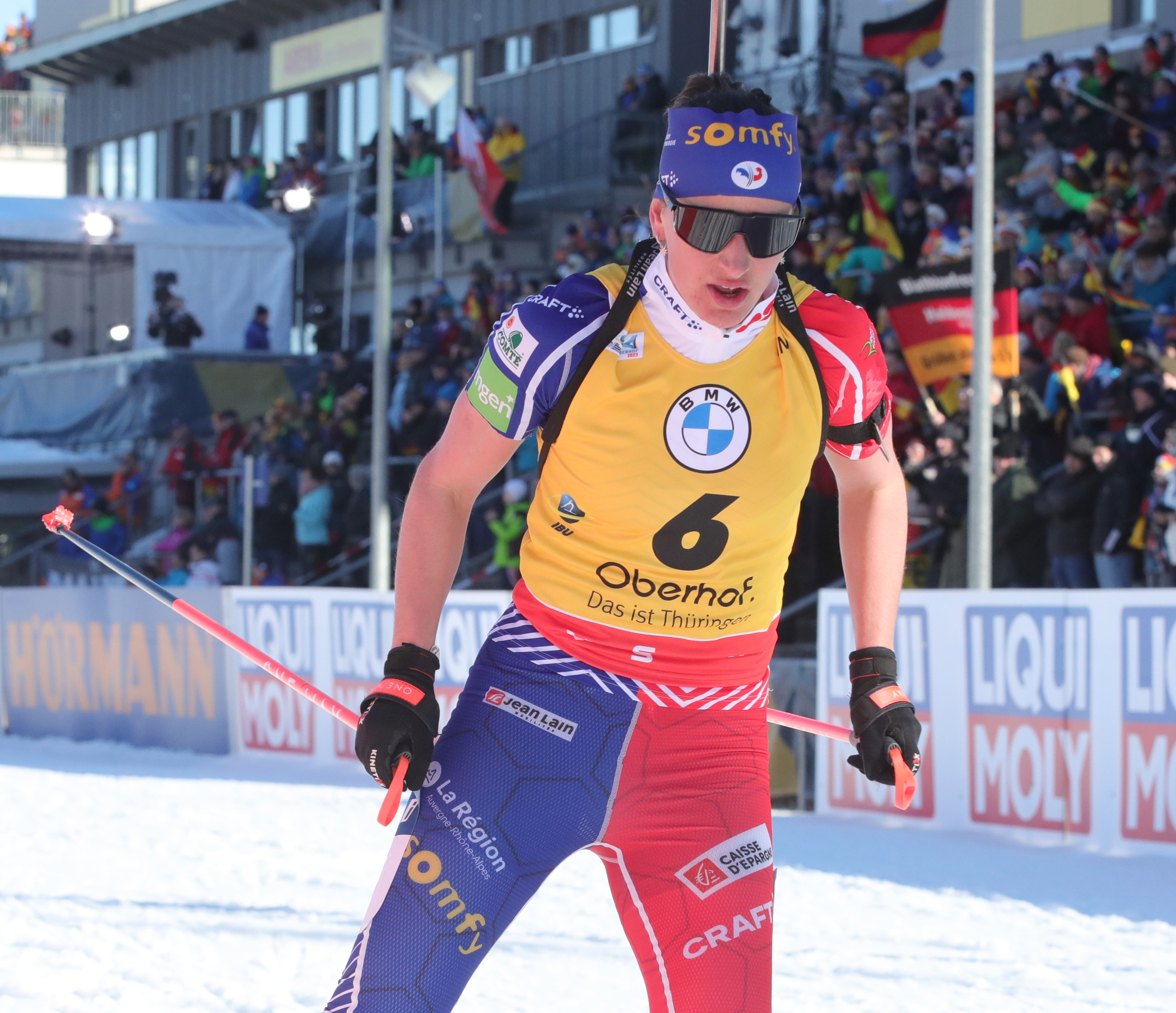
Julia Simonová
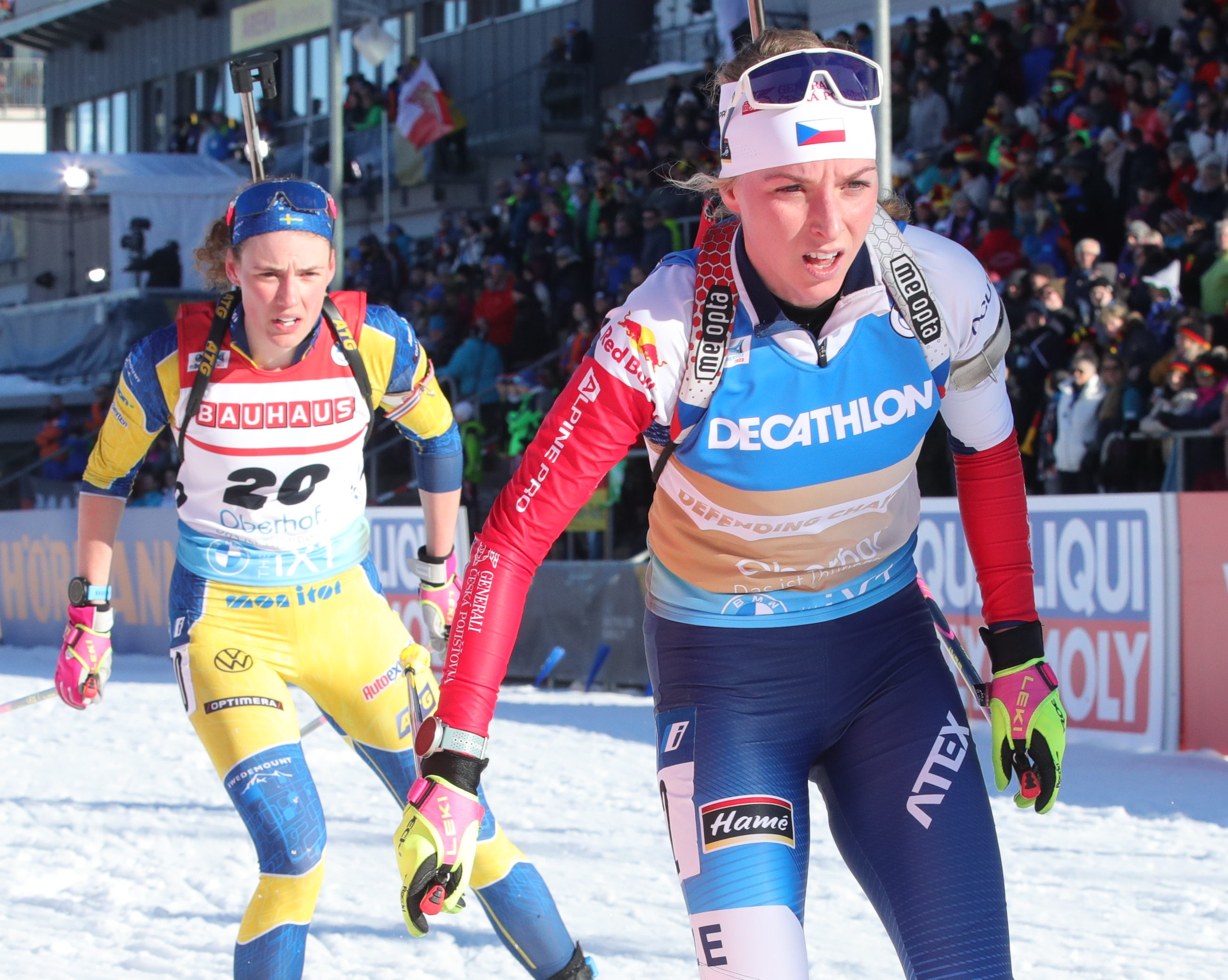
Markéta Davidová před Hannou Öbergovou
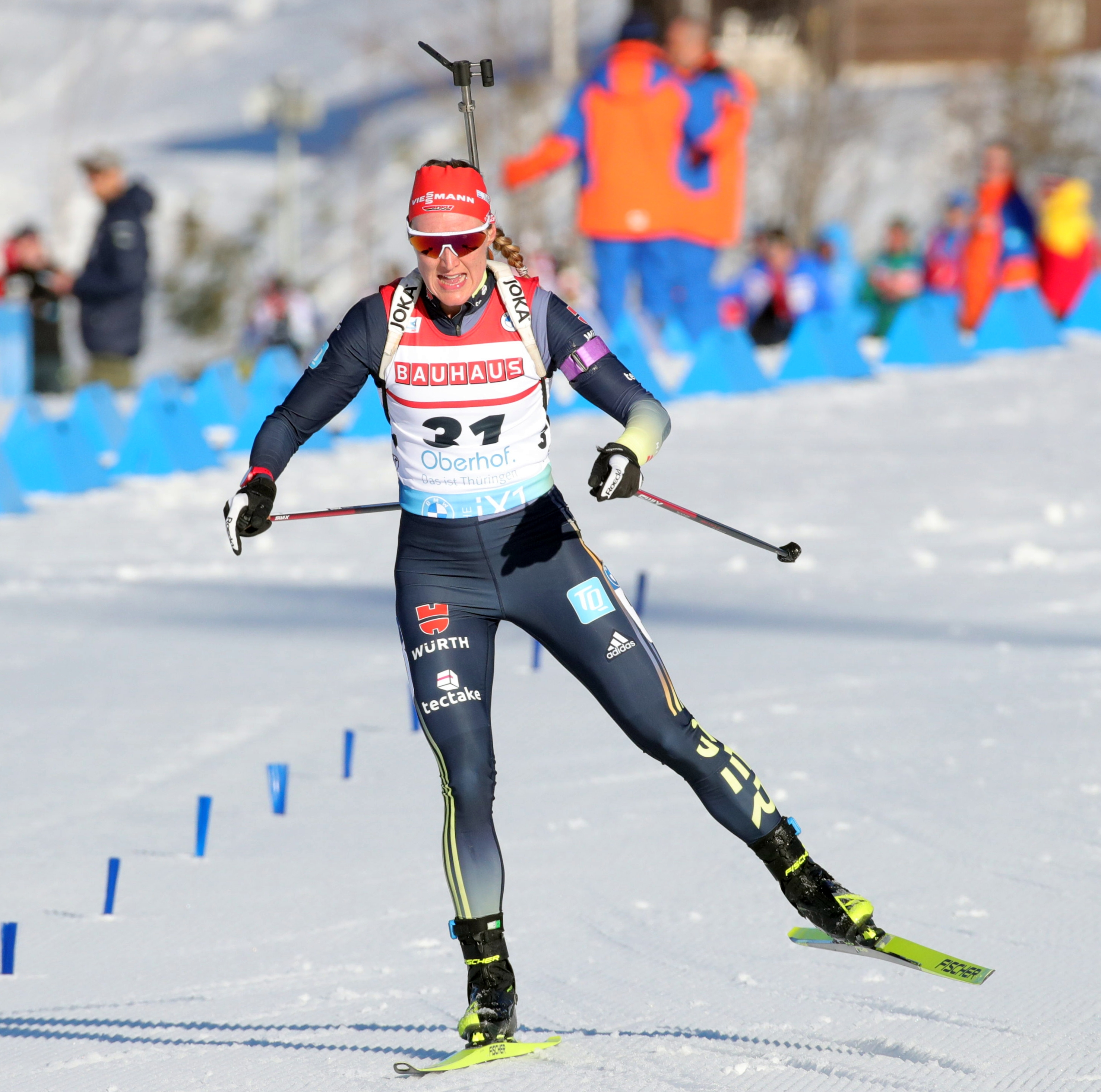
Denise Herrmannová-Wicková